# Walter White (personaggio)
Walter Hartwell "Walt" White Sr., anche conosciuto con lo pseudonimo di Heisenberg, è un personaggio immaginario, protagonista della serie televisiva Breaking Bad, interpretato da Bryan Cranston e doppiato in italiano da Stefano De Sando.

## Caratteristiche

### Aspetto
Walter all'inizio della serie è un uomo di media statura, con i baffi e con i capelli castano chiaro e porta gli occhiali. Dopo che gli viene diagnosticato il cancro ai polmoni cambia pettinatura radendosi completamente i capelli a zero e facendosi crescere baffi e pizzetto.

### Personalità
Walter è particolare: ha un lato più cattivo, vendicativo e rancoroso nei confronti di chiunque gli si metta di traverso, e un lato che lo porta a fare di tutto per proteggere le persone a lui care. Questa sua separazione si manifesta particolarmente nel suo rapporto con l'amico e socio Jesse Pinkman.
È un chimico molto qualificato, ma nonostante ciò, resta insegnante in un liceo, lavoro nel quale non è rispettato. Si lascia anche vessare dal datore del suo secondo lavoro in un autolavaggio – con l'insegnamento non riesce a guadagnare a sufficienza per mantenere la famiglia, inoltre è in arrivo una figlia – che lo costringe a lavorare oltre l'orario pattuito senza straordinari.
Nel corso del suo cinquantesimo compleanno, si evince la sua soggezione nei confronti del cognato Hank che si vanta della sua superiorità individuale mettendo in mano al figlio di Walt, e poi a lui, la sua Glock 22.
Quando questi suggerisce di sintonizzare il televisore su un canale dove viene trasmessa una sua intervista come responsabile di un'azione della DEA, nel corso della quale sono stati arrestati degli spacciatori-produttori e sequestrate enormi quantità di denaro, Walt si rende conto di quanto "cucinare" – sintetizzare, nel gergo degli spacciatori – metanfetamina sia redditizio, quest'idea diventerà proposito quando gli diagnosticheranno il cancro.
Da quel momento, il lato oscuro di Walt comincia a prendere il sopravvento, trasformando il remissivo professore di chimica in un cinico e spietato criminale, anche se nel corso della lunga e dolorosa escalation che lo porta a diventare un boss, non mancherà di evidenziarsi il suo lato fragile, che lo porta a comportarsi con debolezza e ottusità di fronte a eventi ineluttabili.
Alla fine, confesserà alla moglie che l'unico momento della sua vita in cui si è sentito davvero realizzato è stato proprio nel periodo in cui ha dato libero sfogo alla sua attitudine per il crimine.

## Storia del personaggio
Walter White è nato il 7 settembre 1958, come si evince da alcuni suoi documenti personali. Nato in California, ma di origini irlandesi, ha studiato chimica al California Institute of Technology, dove ha condotto delle ricerche sulla radiografia con i protoni che hanno fruttato alla sua squadra di ricerca la vittoria di un Premio Nobel per la chimica nel 1985. Al termine del suo percorso di studi, Walt fonda la Gray Matter Technologies insieme a Elliott Schwartz (Adam Godley), un suo vecchio compagno di classe e caro amico. All'incirca nello stesso periodo, Walt intraprende una relazione con la sua assistente di laboratorio, Gretchen (Jessica Hecht).
Dopo qualche tempo, Walter lascia improvvisamente sia Gretchen sia la società che, in seguito, grazie soprattutto al suo lavoro, renderà i suoi amici miliardari, vendendo la sua quota per soli cinquemila dollari. Elliott e Gretchen successivamente si sposano: nonostante apparentemente siano rimasti in buoni rapporti, Walt cova in gran segreto un esacerbato sentimento di rivalsa verso di loro, rei di aver tratto profitto dal suo lavoro.
Nonostante le grandi promesse iniziali come chimico, Walt lavora come insegnante di chimica della scuola ad Albuquerque, in Nuovo Messico, ma, a causa del magro stipendio, si trova costretto a fare un secondo lavoro in un autolavaggio, il quale risulta particolarmente umiliante per lui, soprattutto quando deve pulire le auto dei propri allievi. Walter è sposato con Skyler White (Anna Gunn), con cui ha un figlio adolescente di nome Walter Jr. (RJ Mitte), affetto da paresi cerebrale. All'inizio della serie la moglie è incinta del loro secondo figlio, una bambina che nasce al termine della seconda stagione e viene chiamata Holly. La famiglia di Walter comprende anche Marie Schrader (Betsy Brandt), sorella di Skyler, e suo marito Hank (Dean Norris), un agente della DEA.

### Breaking Bad

#### Prima stagione
Durante il primo episodio, il giorno successivo al suo 50º compleanno, Walter scopre di avere un cancro terminale ai polmoni con un'esigua aspettativa di vita. Inizialmente non rivela le sue condizioni alla sua famiglia, ma decide di licenziarsi dal suo lavoro presso l'autolavaggio. Avendo visto un servizio alla televisione riguardante lo spaccio di metanfetamina ed essendo rimasto impressionato dalla quantità di denaro, Walt inizia a pensare di entrare nel giro.
Per cercare di imparare "in sicurezza" nozioni del pericoloso mondo della droga, Walter approfitta della posizione del cognato Hank nella DEA per entrare sul luogo di una retata antidroga, dove intravede a sorpresa il suo ex allievo del liceo Jesse Pinkman (Aaron Paul), sfuggito all'arresto. Walt incontra Jesse e gli propone di lavorare insieme: Walt fungerà da produttore della sostanza stupefacente mentre Jesse lo assisterà e si occuperà di piazzare la droga. Jesse accetta e i due iniziano a produrre metanfetamina in un vecchio camper che guidano fino al deserto. Grazie alle formidabili conoscenze in chimica di Walter, la metanfetamina prodotta dai due si dimostra essere un prodotto estremamente puro e superiore alle altre in commercio. 
Dopo che il loro primo affare finisce con l'uccisione di Krazy 8 e suo cugino Emilio, i due si rendono conto che hanno bisogno di un distributore perché il solo Jesse non basta per vendere rapidamente tutta la droga. Tentano di entrare in affari con Tuco Salamanca, pericoloso narcotrafficante che prima deruba Jesse della droga e lo pesta, poi si convince dopo un'azzardata mossa di Walt che si presenta da lui come Heisenberg, utilizzando il nome di un fisico tedesco degli anni trenta. Tuco trova ottima la metanfetamina dei due, che cominciano a guadagnare molto denaro.

#### Seconda stagione
Walter e Jesse scoprono il lato più violento di Tuco, che uccide un suo scagnozzo per una banale frase. I due, sentendosi in pericolo e continuamente spiati dal messicano, decidono di sbarazzarsene avvelenandolo con la ricina. Tuco però li anticipa: la notte prima che la polizia faccia una retata nel suo quartier generale, rapisce Walter e Jesse con l'obiettivo di trasferirli in Messico per cucinare. Walter e Jesse riescono a scappare da Tuco, che rimane poi ucciso durante uno scontro a fuoco con Hank, incontrato casualmente mentre cercava il cognato disperso seguendo la posizione GPS dell'auto di Pinkman. 
Ritenuti dispersi dai familiari, Walter e Jesse cercano di procurarsi degli alibi per giustificare la loro assenza: Walt si fa ritrovare nudo in un negozio fingendosi in stato confusionale, mentre Jesse illude la DEA di aver soggiornato in un motel. I due si dividono per calmare le acque, dando così tempo a Walter di stare con la famiglia. A causa della sempre più precaria situazione economica di Jesse, però, si trovano costretti a cucinare nuovamente e creano una nuova rete di distribuzione (formata da amici di Jesse) occupando un territorio già presidiato da altre gang.
Walter White in seguito trova un grande aiuto in Saul Goodman, avvocato penalista specializzato nell'assistenza a criminali, che a sua volta ha notato il potenziale volume di affari di "Heisenberg".
Quando Combo, uno dei suoi spacciatori, viene ucciso dalla gang rivale, i due si trovano senza spacciatori. Saul trova a Walt un altro compratore, Gus Fring, cinico e calcolatore trafficante cileno proprietario di una catena di ristoranti denominata Los Pollos Hermanos. Gus compra tutta la loro droga per oltre un milione di dollari: a Jesse spetta la metà nonostante stava rischiando di mandare a monte lo scambio.
Impegnato nell'affare con Gus, Walt si perde la nascita della figlia Holly. Nel frattempo apprende che ha bisogno di un costoso intervento al polmone. Walt è infastidito dalla propria situazione familiare con Skyler, che sembra avercela a morte con lui. Il figlio Walter Jr crea un sito web per un crowdfunding, e Saul vede in ciò un'incredibile occasione per il riciclaggio del denaro sporco.
Jesse si dà all'eroina con la sua ragazza Jane, e Walt si rifiuta di dare a Jesse il suo mezzo milione di dollari temendo che il ragazzo li spenda sicuramente in droga, ma viene ricattato da Jane e cede. Quando preso dal senso paterno si reca da Jesse per parlargli, trova di nuovo i due ragazzi in stato confusionale a causa della droga: per un effetto collaterale dell'eroina, Jane inizia a soffocare nel suo stesso vomito ma Walt, invece di aiutarla la lascia morire soffocata.
Dopo l'intervento, Skyler scopre tutte le bugie dette da Walt e decide di lasciarlo. Nel suo giardino Walt assiste all'incidente aereo causato dal padre di Jane, controllore di volo sconvolto e distrutto dalla morte della figlia.

#### Terza stagione
Jesse esce ripulito da un centro di recupero per tossicodipendenti, dove ha conosciuto Andrea, madre single di Brock. Walter ammette a Skyler di aver cucinato metanfetamina: la moglie chiede il divorzio in cambio del suo silenzio. Nel frattempo il narcotrafficante Gus Fring propone a Walter un lavoro per 3 mesi in un laboratorio completamente dedicato, con un compenso milionario, ma lui è deciso a chiudere per sempre con le attività criminali anche a causa della sua situazione familiare. Fring valuta la possibilità di affidare le responsabilità di White a Gale Boetticher, eccentrico e abilissimo chimico ancora troppo inesperto.
Per Walt si prospetta una nuova minaccia, costituita dai cugini di Tuco, pronti a vendicare la sua morte. Il chimico, totalmente ignaro del pericolo corso, viene salvato da Mike e Gus. Walter prova ad evitare in tutti i modi il divorzio ma Skyler gli vieta di vedere anche i suoi figli. Walt non rispetta le richieste della moglie di stare lontano da casa mentre lei, intanto, ha una relazione con il suo datore di lavoro Ted.
Jesse litiga con Walt perché ha ricominciato a cucinare da solo nel camper, vendendo la meth a Gus sempre grazie alla mediazione di Saul e Mike. In breve tempo Hank segue una pista che lo conduce a Jesse e comincia a cercare il camper, che incastrerebbe il ragazzo (e quindi anche Walt).
Walt decide finalmente di accettare l'offerta di Gus e comincia a lavorare nel laboratorio con il suo nuovo assistente Gale. Jesse invece è intenzionato a rimettere in piedi la propria rete di distribuzione con i suoi amici, purtroppo è pedinato da Hank. Walt viene a sapere dell'indagine del cognato, avvisa Jesse e riescono a disfarsi del camper prima che Hank ottenga un mandato di perquisizione: con l'aiuto di Saul, Hank viene fatto allontanare dal veicolo con un inganno e così Walter e Jesse hanno il tempo di demolirlo. 
Hank, preso dalla rabbia per essere stato allontanato dal camper con una notizia falsa riguardante un incidente della moglie, si reca a casa di Jesse e lo picchia violentemente fino a mandarlo in ospedale e per questo motivo viene sospeso dall'incarico ed è costretto a consegnare il distintivo e la pistola. Jesse è deciso a denunciare Hank interrompendogli quindi la carriera di agente, e vuole ricominciare a cucinare confidando nel fatto che, se verrà arrestato, consegnerà Walt alla polizia. Per evitare questo e anche per salvare il cognato dalla rovina, Walt convince Jesse e Saul a non sporgere denuncia ed è costretto a chiedere a Gus di rimpiazzare Gale con Jesse.
I cugini di Tuco, intanto, ricevono le direttive da Gus Fring di colpire il vero assassino del cugino, ossia Hank, e gli tendono un agguato. Hank viene avvertito da una chiamata anonima e si prepara all'arrivo dei killer nonostante sia senza pistola. Hank riesce a rompere le gambe di uno dei due assalitori schiacciandolo con la macchina e gli prende la pistola. L'altro assalitore ha un giubbotto antiproiettile e ferisce Hank con 4 colpi, decidendo di finirlo con un'ascia, ma non fa in tempo perché Hank gli spara in testa. Skyler decide di pagare la fisioterapia di Hank, il quale è costretto a fare la riabilitazione per via dei colpi di proiettile, coi soldi guadagnati da Walter, ma si consulta anche con Saul su come ripulirli e insieme decidono di acquistare l'autolavaggio dove lavorava Walter. 
I rapporti con Gus vanno a gonfie vele finché Jesse scopre che il suo amico Combo era stato ucciso dal fratello di Andrea per ordine di due spacciatori che lavorano per Gus. Jesse vuole farsi giustizia da solo, ma Walt avverte Gus, che costringe Jesse e i tre a chiarirsi pacificamente. Nonostante ciò, gli spacciatori uccidono il ragazzino; Walt ascolta la notizia in tv e capisce le intenzioni di Jesse, che sta per cominciare una sparatoria per uccidere i due: Walter interviene all'ultimo momento e investe i due trafficanti con l'auto.
Gus è furioso sia con Jesse, che non ha mantenuto la pace, sia con Walter, che ha messo tutti in pericolo e non ha lasciato che Gus prendesse i dovuti provvedimenti contro gli spacciatori. A questo punto Heisenberg è diventato un grosso rischio per Fring, il quale è deciso a farlo assassinare e rimpiazzarlo con Gale non appena questo avrà imparato alla perfezione la formula della blue meth. Walter prevede le intenzioni ostili di Gus, e prima che Mike lo uccida puntandogli addosso il suo revolver, cerca di trattare con lui, dicendogli che lo informerà sulla posizione di Jesse Pinkman, il quale era ricercato da Gus. Durante la sua chiamata a Jesse, però, Walter gli ordina di assassinare Gale. Eliminando la concorrenza, i due pongono Fring davanti al fatto compiuto: ucciderli equivarrebbe a perdere per sempre il segreto per cucinare la miglior metanfetamina di sempre.

#### Quarta stagione
Nonostante Walter e Jesse ricomincino a lavorare insieme nel laboratorio, il rapporto con Gus è ormai ai minimi termini. Walt capisce che Gus li ucciderà non appena avrà trovato un nuovo chimico e per salvarsi comincia a pensare ad un modo per ucciderlo. Nel frattempo, lui e Skyler acquistano l'autolavaggio grazie all'aiuto di Saul, dando inizio al riciclaggio di denaro; e giustificano l'acquisto con Hank e Marie dicendo che i soldi provengono da una vincita illegale al gioco d'azzardo. 
Jesse passa il suo tempo organizzando party a casa sua con decine di tossicodipendenti, divenendo totalmente incauto: Gus è preoccupato e decide di responsabilizzarlo, affiancandolo a Mike nelle sue faccende. Di conseguenza Walt si ritrova spesso a cucinare da solo e capisce che l'obiettivo di Gus è dividerli per poi metterli uno contro l'altro. Su suggerimento di Saul, Walt incarica Jesse di avvelenare Gus con la ricina dato che ha più possibilità di incontrarlo.
Hank comincia ad investigare sull'omicidio di Gale, dato che nel suo appartamento sono stati trovati appunti sulla produzione di droga: l'agente segue una pista e arriva a sospettare di Gus, che viene interrogato dalla DEA ma svia tutti i sospetti. Hank rimane sospettoso e continua ad indagare da solo: si fa aiutare da Walt a mettere un segnalatore GPS sull'auto di Fring, ma Walt glielo riferisce e promette di occuparsi di Hank in modo che non possa scoprire nulla. Visti gli sviluppi, Walt chiede a Jesse se ha visto Gus e gli mette pressione per ucciderlo il prima possibile, capisce però che il ragazzo gli sta mentendo e sta diventando fedele a Gus.
Walt scopre che Jesse è stato a casa di Gus ma non ha sfruttato la situazione per avvelenarlo e va su tutte le furie accusandolo di averlo praticamente condannato a morte. Dopo una rissa, Jesse lo invita a non farsi vedere mai più. Nonostante la rottura i due restano fedeli al loro sodalizio: Walt dice che non cucinerà più se Jesse non tornerà vivo dal Messico (dove è andato a cucinare per il cartello); Gus invece propone a Jesse, ormai ritenuto fedele e affidabile, di diventare l'unico cuoco del laboratorio, ma il ragazzo premette che Walt dovrà restare vivo.
Walt viene licenziato da Gus, che non può ucciderlo. Il cileno rinfaccia a Walt di non essere riuscito a limitare le indagini di Hank, dicendo che risolverà il problema uccidendolo, e minaccia l'uomo di uccidere tutta la famiglia se lo ostacolerà. Walt, con una chiamata anonima, fa in modo che Hank ottenga la protezione della DEA e manda la sua famiglia a casa dei cognati; prima che Skyler vada via, le dice che è in pericolo e dovrà affrontare le conseguenze delle sue azioni. Walt rimane solo in attesa dei killer, nel mentre il cognato stringe il cerchio su Gus mandando degli agenti a fare foto alla lavanderia che sorge sopra il laboratorio.
Walt riesce a riguadagnare la collaborazione di Jesse avvelenando in maniera non grave Brock, figlio di Andrea, e facendo ricadere la colpa su Gus; poi fabbrica una piccola bomba e convince l'anziano Hector Salamanca, ultimo esponente in vita dei Salamanca e acerrimo rivale di Gus, a farsi saltare in aria con lui. Con un inganno, Fring si reca nella casa di riposo dove risiede il vecchio boss e qui vi trova la morte. Walt e Jesse distruggono il laboratorio.

#### Quinta stagione
Walter propone a Jesse e Mike di mettersi in affari per conto proprio, visto che la morte di Gus Fring ha liberato un grosso spazio nel mercato della droga. Grazie a Saul trovano la copertura perfetta per cucinare: un'impresa di disinfestazione. Sorge però il problema degli uomini di Gus in prigione: la DEA ha sequestrato i conti offshore che servivano a compensarli e Mike, Walt e Jesse sono costretti a usare parte dei loro profitti per continuare a pagare le famiglie dei carcerati, mantenendo il loro silenzio. 
La DEA tiene sott'occhio anche la Madrigal (multinazionale tedesca con cui Fring era in affari), impedendo a Lydia, ex collega di Gus e conoscente di Mike, di rifornire Walt, Jesse e Mike della metilammina per cucinare. I tre se la procurano fermando un treno merci e rubandola da un vagone. Il colpo riesce ma uno dei loro aiutanti, Todd, uccide un bambino che aveva assistito alla scena. Contemporaneamente, le indagini della DEA sull'organizzazione criminale di Fring coinvolgono anche Mike e fanno sì che questi voglia uscire dal giro facendosi carico dei suoi uomini in prigione, Jesse invece è scosso dall'omicidio del bambino e prende la stessa decisione.
Walt si ritrova solo e fa di Todd il suo assistente, decide inoltre di allearsi con un grosso distributore di Phoenix e con Lydia. Walt riesce ad avvisare Mike permettendogli di scappare prima che Hank lo incastri, ma più tardi lo uccide in un attacco di rabbia. A quel punto Walt si rivolge a Jack, lo zio di Todd capo di una gang di paramilitari neonazisti, incaricandolo di far uccidere tutti gli uomini di Gus in prigione grazie alle sue connessioni. Senza nessuno ostacolo rimasto, Walt fa enormi profitti in pochi mesi e decide finalmente di ritirarsi dall'attività, ma proprio allora il cancro ai polmoni fa la sua ricomparsa.
Durante un pranzo in famiglia, Hank trova un libro a casa di Walt con dedica da parte di Gale Boetticher e si rende conto che il cognato non è altro che il famigerato Heisenberg. È l'inizio della fine. Hank è accecato dal desiderio di incastrare il cognato ma non ha nessuna prova, infatti Walt nasconde tutto il suo denaro nel deserto e convince Jesse, in crisi esistenziale, a cambiare vita in modo da evitare che Hank possa farlo confessare. Jesse però si rende conto per puro caso che era stato Walter ad avvelenare il piccolo Brock, e decide di vendicarsi fornendo ad Hank tutte le informazioni riguardo Heisenberg. 
Walter percepisce Jesse come un pericolo e, ignaro della sua collaborazione tra Hank, ne commissiona l'assassinio a Jack e alla sua banda. Cade però nella trappola di Hank e Jesse, che lo seguono nel luogo in cui ha sotterrato il suo denaro. Walt viene arrestato da Hank e dal suo collega Steve Gomez, ma proprio allora arrivano i neonazisti che finiscono per uccidere Hank e Steve Gomez in uno scontro a fuoco. Jack, la sua gang e Todd rapiscono Jesse per costringerlo a cucinare metanfetamina per loro (entrati in affari con Lydia), liberano Walter ma rubano gran parte dei suoi milioni. Walt viene cacciato di casa da Skyler, che intuisce la morte di Hank; ormai ricercato dalla polizia non può far altro che cambiare identità e fuggire in New Hampshire.
Dopo sei mesi, ormai divorato dal cancro, riesce a trovare un modo per far avere alla sua famiglia i nove milioni di dollari che gli rimangono, minacciando i suoi amici Gretchen e Elliott. Infine torna ad Albuquerque e, salutata per l'ultima volta la moglie e la figlia Holly, si vendica contro la gang di Jack, uccidendoli con una mitragliatrice collegata ad un meccanismo nascosto nella sua auto. Jesse è ora libero dai propri carcerieri e fugge, dopo aver detto addio a Heisenberg. Quest'ultimo poi entra nel laboratorio vicino della gang neonazista e lì muore lentamente a causa di una ferita riportata durante la sparatoria. Era il 7 settembre 2010, giorno del suo 52º compleanno. Nell'ultima scena viene ripreso dall'alto il corpo senza vita di Walt con un'espressione compiaciuta, mentre i poliziotti appena arrivati fanno irruzione nel laboratorio.

### El Camino - Il film di Breaking Bad
Dopo essere fuggito dalla base della gang di Jack, Jesse si rifugia presso l'abitazione di Badger e Skinny P; qui, i tre ascoltano un notiziario in cui viene comunicato che la polizia ha trovato il corpo senza vita di Walter sul luogo della strage, confermando effettivamente la sua morte.
Walter, inoltre, compare in un flashback verso la fine del film, in cui parla con Jesse in un motel dove i due hanno passato la notte dopo la loro disavventura nel deserto nella seconda stagione causata dalla momentanea rottura del camper (Episodio 2X09): Walt cerca di spronare il giovane a tornare a scuola e sfruttare la sua intelligenza per fini diversi dal traffico di droga, e gli dice di ritenerlo fortunato in quanto, a differenza sua, non ha dovuto aspettare tutta la vita per fare "qualcosa di straordinario".

### Better Call Saul
Nel decimo episodio ("Nippy") Walter viene menzionato da Saul il quale, per ribadire al tassista Jeff le sue "capacità" criminali, rivela che in passato "un insegnante di chimica 50enne è venuto nel mio ufficio. Era talmente povero da non poter pagare nemmeno il mutuo...un anno dopo, aveva una pila di soldi più alta di una Volkswagen!".
Nell'episodio successivo ("Breaking Bad") viene mostrato un flashback relativo al "rapimento" di Saul da parte di Jesse e Walt, in cui l'avvocato aveva facilmente riconosciuto il professore malato; tornato a bordo del camper, Saul vede il laboratorio di metanfetamina allestito al suo interno da Walt e capisce subito che questi non è altri che il famoso Heisenberg. In un'altra scena, Mike si presenta nello studio di Saul in veste di investigatore privato e traccia al legale un profilo completo del professore (compreso il cancro terminale che lo affligge) e di Jesse, definendoli due "dilettanti" e sconsigliando di fare affari con loro dicendo: "se non sarà il cancro a finirlo, allora sarà la polizia, o una pallottola in testa"; Saul, conscio della purezza del prodotto di Walt, afferma invece di vedere in lui un'occasione da sfruttare. Verso la fine dell'episodio vi è un ulteriore riferimento: nel rispondere ai suoi "soci" Jeff e Buddy, che esprimono numerose perplessità sul piano di derubare un malato di cancro, Saul risponde che la malattia non esclude che un uomo possa essere "uno stronzo", terminando con la frase "Parlo per esperienza!". 
Walt compare in un ultimo flashback nell'episodio finale della serie, Conviene salutare Saul. Come visto nella penultima puntata di Breaking Bad, Walt e Saul attendono nel nascondiglio di Ed l'estrattore le indicazioni sulle loro nuove identità. Per ingannare l'attesa, Saul chiede a Walt cosa farebbe con una macchina del tempo; Walt risponde che i viaggi nel tempo come intesi da Saul sono scientificamente impossibili in quanto violerebbero il secondo principio della termodinamica, e che quindi la domanda sia solo un pretesto per parlare dei suoi rimpianti. In merito a questo, Walt fa ancora riferimento al suo abbandono, in giovane età, della compagnia Gray Matter Technologies. Dopo aver risposto, rivolge la stessa domanda a Saul. Questi risponde che se potesse tornerebbe indietro a quando aveva vent'anni, per evitare di urtare in maniera troppo violenta il ghiaccio con un ginocchio nel tentativo di inscenare una caduta con cui poi è riuscito a pagarsi la scuola per barman. A questo punto Walt conclude la conversazione affermando che allora Saul "è sempre stato così", ovvero un truffatore.

## Accoglienza
La scrittura del personaggio e l'interpretazione di Bryan Cranston hanno ricevuto un grande successo di critica. Il personaggio di Walter White è considerato una delle creazioni drammatiche più importanti della televisione moderna. Bryan Cranston ha vinto quattro Emmy Award, di cui tre consecutivi (2008, 2009, 2010 e 2014) per la sua interpretazione e un Golden Globe al Miglior Attore in una Serie Drammatica nel 2014.
Il personaggio di Walter White è stato oggetto di un'attenta analisi sociologica e antropologica. In esso si riscontrano la visione dell'uomo che accetta di abbracciare il mondo del crimine quale forma di riscatto sociale. Secondo Il Supernuovo, la figura di Walter è paragonabile a quella dell'ufficiale delle SS Adolf Eichmann, quale manifestazione della banalità del male, tanto discussa da Hannah Arendt.

## Omaggi
- Martedì 26 luglio 2022 all'Albuquerque Convention Center, nella cittadina di Albuquerque nel Nuovo Messico, USA, dov'è stata ambientata la serie, sono state inaugurate due statue dedicate a Breaking Bad che ritraggono gli attori Bryan Cranston ed Aaron Paul nei panni di Walter White e Jesse Pinkman.[6][7][8][9] L'inaugurazione è avvenuta alla presenza dei due attori raffigurati, più Dean Norris (l'agente della DEA Hank Schrader), gli showrunner Vince Gilligan e Peter Gould e alcuni membri del cast dello spin-off Better Call Saul: Rhea Seehorn (interprete di Kim Wexler), Michael Mando (Nacho Varga) e Patrick Fabian (Howard Hamlin).[6][7][8][9]